# Partidul Comunist din Liban

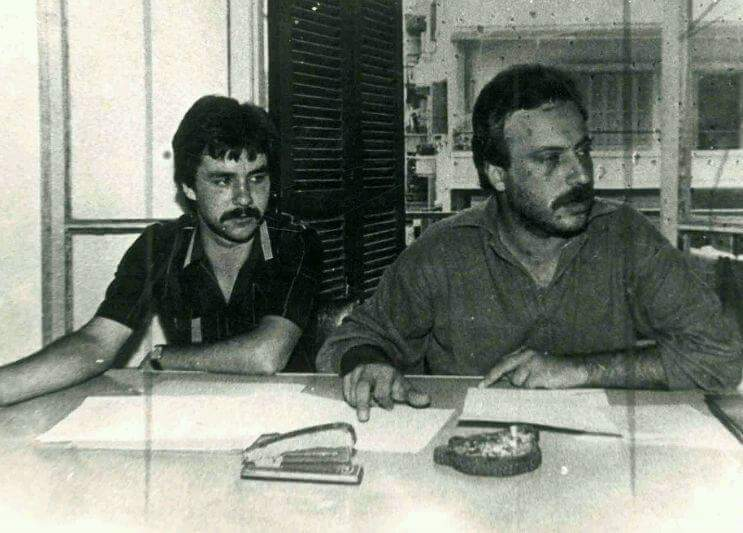
Hanna Gharhib

Partidul Comunist Libanez - PCL (în arabă: الـحـزب الشـيـوعـي اللبـنـانـي ‎ transliterat: l-Ḥizb aš-Šuyūʿī al-Lubnānī;  în franceză: Parti communiste libanais) este un partid politic din Liban cu orientare politică comunistă, antisionistă, antiimperialistă și secularistă.